# Ерік Паппас
Е́рік Де́ніел Па́ппас (англ. Erik Daniel Pappas, грец. Ερικ Ντάνιελ Παπας; нар. 25 квітня 1966, Чикаго, Іллінойс, США) — американський професіональний бейсболіст грецького походження, який виступав за «Чикаго Кабс» та «Сент-Луїс Кардиналс».
Закінчив Середню школу Маунт-Кармел. 4 червня 1984 року задрафтований під шостим номером у 1-му раунді аматорського драфту клубом «Каліфорнія Енджелс». 6 грудня 1988 року задрафтований клубом «Чикаго Кабс» на драфті 1988 року. 19 квітня 1991 року дебютував в Головній бейсбольній лізі проти «Піттсбург Пайретс». В сезоні 1991 Паппас провів 8 ігор. 5 листопада 1991 року він залишив «Кабс». 2 грудня 1991 року як вільний агент підписав контракт з «Канзас-Сіті Роялс». 9 липня 1992 року обміняний до клубу «Чикаго Вайт Сокс» на Хосе Вентуру. 15 квітня 1992 року Паппас знову став вільним агентом. 5 січня 1993 року підписав контракт з «Сент-Луїс Кардиналс». За «Кардиналс» провів два сезони 1993 і 1994, вийшовши на поле в 97 матчах. В сезоні 1993 Паппас вибив свій єдиний в кар'єрі хоумран і заробив 35 ранів. Загалом в ГБЛ провів 104 гри із середнім показником відбивання .242.
Паппас, маючи грецьке коріння, був запрошений до лав національної збірної Греції для участі в Олімпійських іграх 2004 в Афінах, Греція.
Паппас мешкає в околиці Беверлі, в Чикаго, Іллінойс.